# Liste de compositeurs pour orchestres d'harmonie et de fanfare
Liste de compositeurs pour orchestres d'harmonie et de fanfare.

## Classiques
- Ludwig van Beethoven
- Luigi Cherubini
- Aaron Copland
- Georges Enesco
- Jean Françaix
- François-Joseph Gossec
- Charles Gounod
- Paul Hindemith
- Gustav Holst
- Vincent d'Indy
- Hyacinthe Jadin
- Charles Koechlin
- Jean-Baptiste Lemire
- Jean-François Lesueur
- Etienne-Nicolas Méhul
- Felix Mendelssohn
- Darius Milhaud
- Wolfgang Amadeus Mozart
- Gabriel Pierné
- Georg Wilhelm Rauchenecker
- Nicolaï Rimski-Korsakov
- Camille Saint-Saëns
- Florent Schmitt
- Jules Semler-Collery
- Igor Stravinsky
- Germaine Tailleferre
- Carl Maria von Weber

## Contemporains
- Maxime Aulio
- Jean-Thierry Boisseau
- Claude Bolling
- Roger Boutry
- Luc Brewaeys
- Olivier Calmel
- Roland Cardon
- Alexandre Carlin
- Franco Cesarini
- John B. Chances
- Gian Paolo Chiti
- Mathieu Choinet
- Roger Coiteux
- Carson Cooman
- Alain Crepin
- James Curnow (en)
- François Daudin Clavaud
- Pierre Delamarre
- Thierry Deleruyelle
- Alexandre Desenfant
- Jacques Devogel, chef de la Musique de l'air
- Désiré Dondeyne
- Thomas Doss
- Ferrer Ferran
- François Fichu
- Percy Grainger
- Miguel Angel Grau Sapiña
- Jacob de Haan
- Jan de Haan
- Gilles Herbillon
- David Holsinger
- Naohiro Iwai
- Marc Jeanbourquin
- Serge Lancen
- Christophe Lefévre
- Fabien Lévy
- Jose Susi Lopez
- Gastone Lottieri
- Jean-Daniel Lugrin
- Jean-Yves Malmasson
- Johan de Meij
- Max Méreaux
- Romuald Michaux
- Bertrand Moren (nl)
- Jérôme Naulais
- Óscar Navarro
- Lior Navok
- Maurice Philibert
- Alfred Reed (en)
- Steven Reineke
- Jan Van der Roost
- Richard Saucedo
- Manfred Schneider
- Roland Schoelinck (Belgique)
- Otto M. Schwarz
- Robert Sheldon
- John Philip Sousa
- Philip Sparke (en)
- Frank Ticheli
- Jean-Philippe Vanbeselaere
- Naoya Wada
- André Waignein
- Paul Wehage
- Eric Whitacre